# Plourin
Plourin är en kommun i departementet Finistère i regionen Bretagne i västra Frankrike. Kommunen ligger i kantonen Ploudalmézeau som tillhör arrondissementet Brest. År 2022 hade Plourin 1 263 invånare.

## Befolkningsutveckling
Antalet invånare i kommunen Plourin
Referens:INSEE